# Torenstraat (Winschoten)

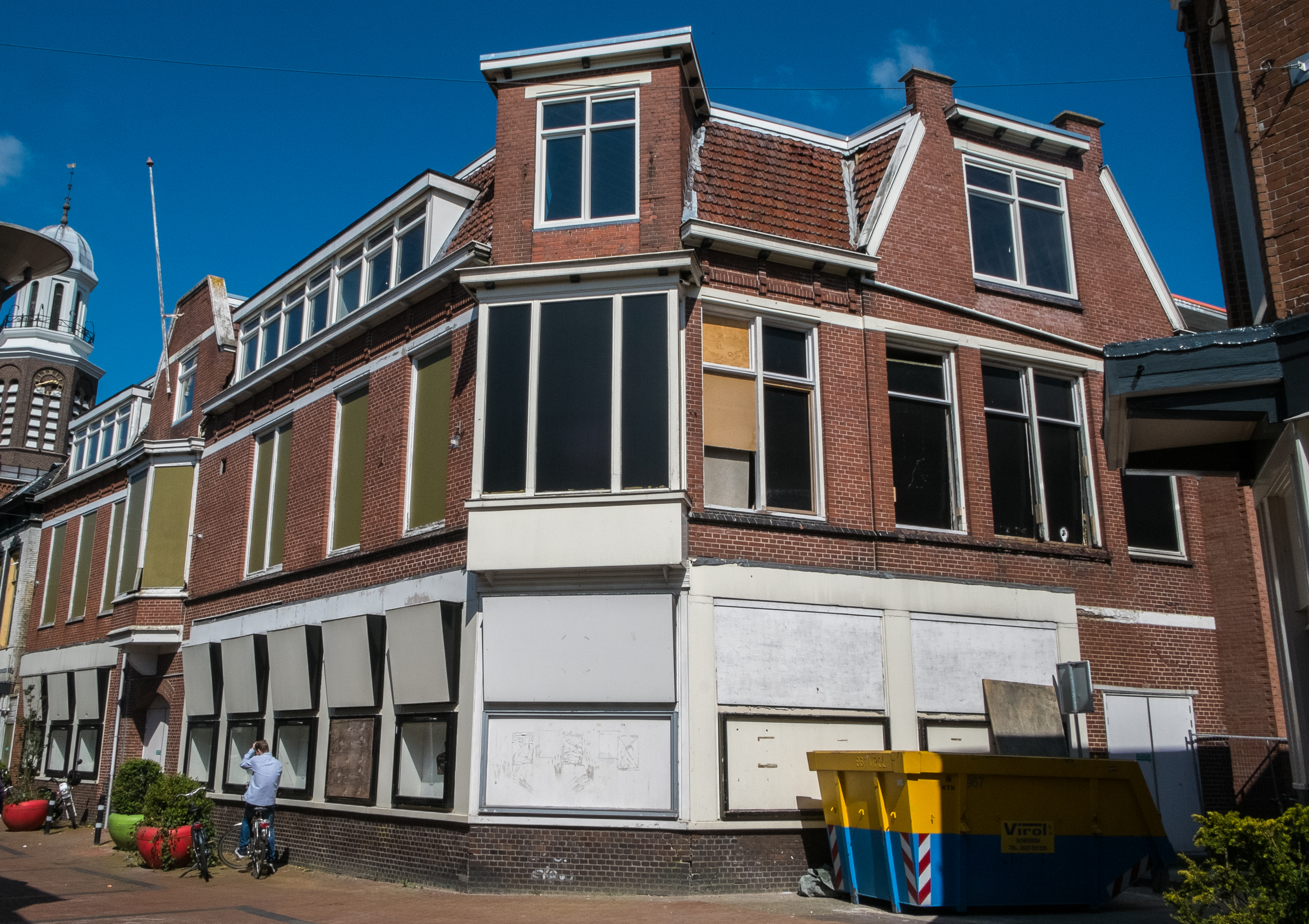
Hoekpand aan de hoek van de Torenstraat met de Carolieweg. Tot 1950 was hier Hotel Savoy gevestigd. Daarna was er een café-restaurant gevestigd. In de jaren 60 kwam het in gebruik als kantoorgebouw van het GAK), totdat in 1979 het pand onderdeel werd van discotheek Night Fever, die in 2006 haar deuren sloot. Daarna kwam het pand leeg te staan.

De Torenstraat is een straat in het centrum van de Nederlandse stad Winschoten (provincie Groningen). De straat loopt van de Poortstraat in het zuiden tot aan de Langestraat in het noorden. 
De Torenstraat is vernoemd naar d'Olle Witte, de vrij staande toren van de Marktpleinkerk; deze toren bevindt zich in het noordelijke deel van de straat. De Torenstraat was van oudsher een van de belangrijkste winkelstraten van Winschoten. Tegenwoordig heeft ze echter steeds meer een woonbestemming. 

## Winkelstraat
Tot de jaren 1960 was de aanloop van winkelend publiek door de straat onder andere gegarandeerd, doordat de straat aan de aanlooproute vanaf station Winschoten lag. In de jaren 1960 besloot de gemeente echter dat het winkelend publiek vanaf het station via de Emmastraat rechtstreeks naar de Venne en Langestraat moest kunnen lopen. Om dit te bereiken werd De Doorbraak gecreëerd; een groot aantal panden in het verlengde van de Emmastraat werden gesloopt om de Venne aan te kunnen laten sluiten op deze straat. Hierdoor liep het winkelend publiek veel minder door de Torenstraat en Blijhamsterstraat, die hierdoor hun functie als aanloopstraat verloren en als gevolg daarvan langzamerhand steeds meer buiten het kernwinkelgebied kwamen te liggen. Het gevolg hiervan was dat veel winkels in de straat hun deuren sloten en zich vestigden op andere aantrekkelijkere plekken in de stad.

## Verval
Vanaf de jaren 1990 bleven steeds meer panden leegstaan en vervielen veel gevels steeds verder. Veel ondernemers wezen met de boze vinger naar de gemeente, die ondanks de leegstand rond de eeuwwisseling toch het nieuwe winkelcentrum 't Rond bouwde voor met name grote winkelketens. De weinige winkels aan de straat waren steeds vaker secundaire winkels. Functies als een coffeeshop en de weinig fraaie achterkant van discotheek Night Fever droegen eraan bij dat het winkelend publiek de straat steeds verder meed. De gemeente probeerde vervolgens rond de eeuwwisseling om de straat ook deels te transformeren tot woningen en kantoren, maar kantoren werden er niet gevestigd en als woonbestemming was de straat volgens makelaars in 2002 weinig in trek. Plannen voor outletzaken in 2009 resulteerden eveneens weinig resultaat. De gemeente kon weinig doen omdat de eigenaren van de panden vrij waren om zelf een besluit te nemen over hun eigendom. 

## Woonbestemming
Na een serie pogingen tot brandstichting in 2012, waarbij ook twee leegstaande panden in de Torenstraat werden verwoest, kreeg de gemeente een belangrijk drukmiddel in handen tegen vastgoedeigenaren van leegstaande panden om iets aan de leegstand te doen. Ook kreeg de gemeente geld van de provincie Groningen om de binnenstad aan te pakken. Een deel van de oude panden van discotheek Night Fever aan de haaks erop lopende Carolieweg (eveneens gedomineerd door leegstaande panden) werd gesloopt om er een appartementencomplex te vestigen. In 2013 werd de straat door de gemeente aangewezen als een straat met vooral een woonbestemming, waarbij ondernemers een verhuissubsidie kregen als ze zouden verhuizen uit de Torenstraat, om zo de panden te kunnen herbestemmen tot woning. Deze verhuissubsidie was in 2002 ook al geopperd, maar toen wilden ondernemers er geen gebruik van maken.

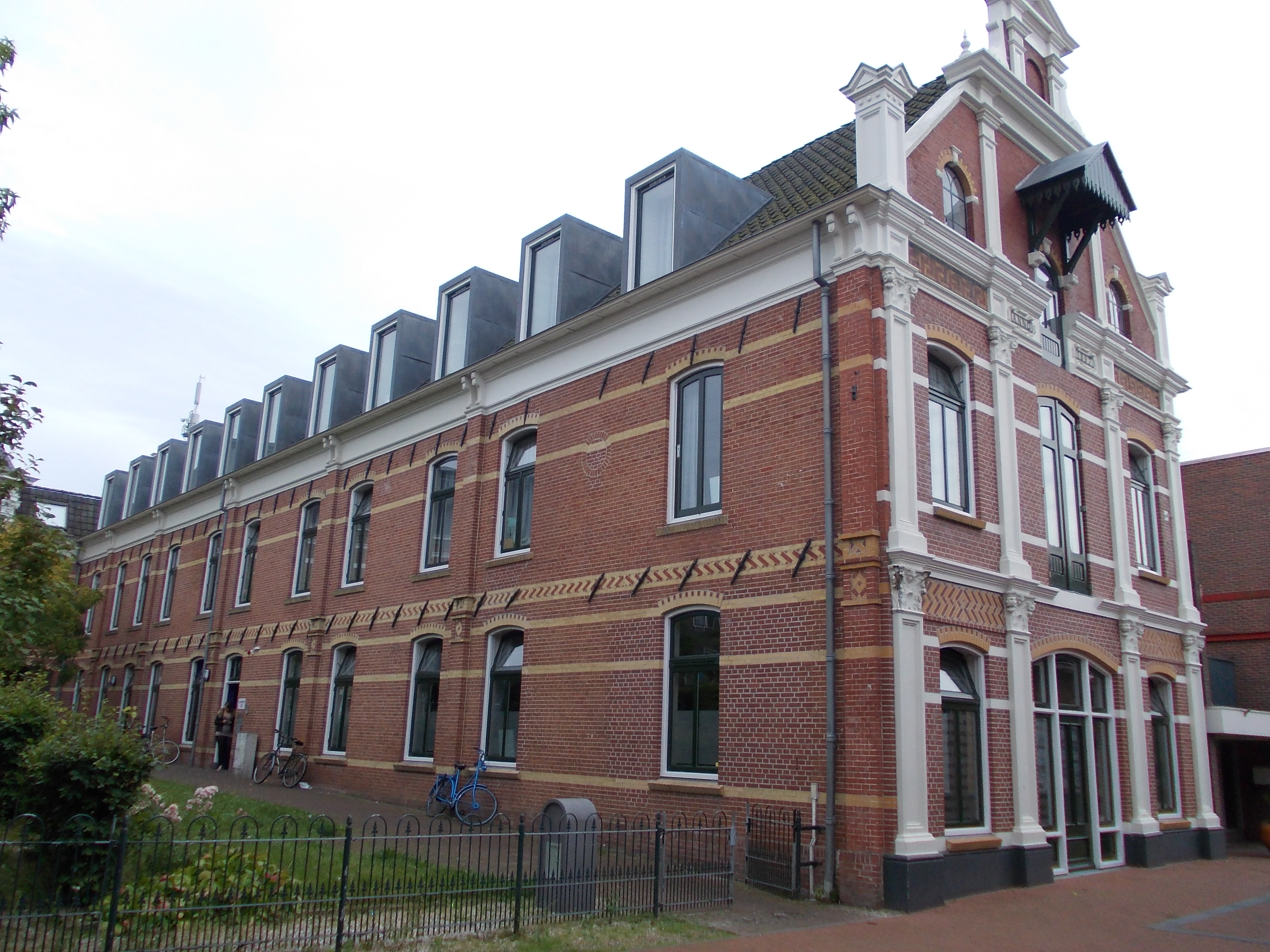
Voormalige regenkledingfabriek uit 1897 (Torenstraat 36)
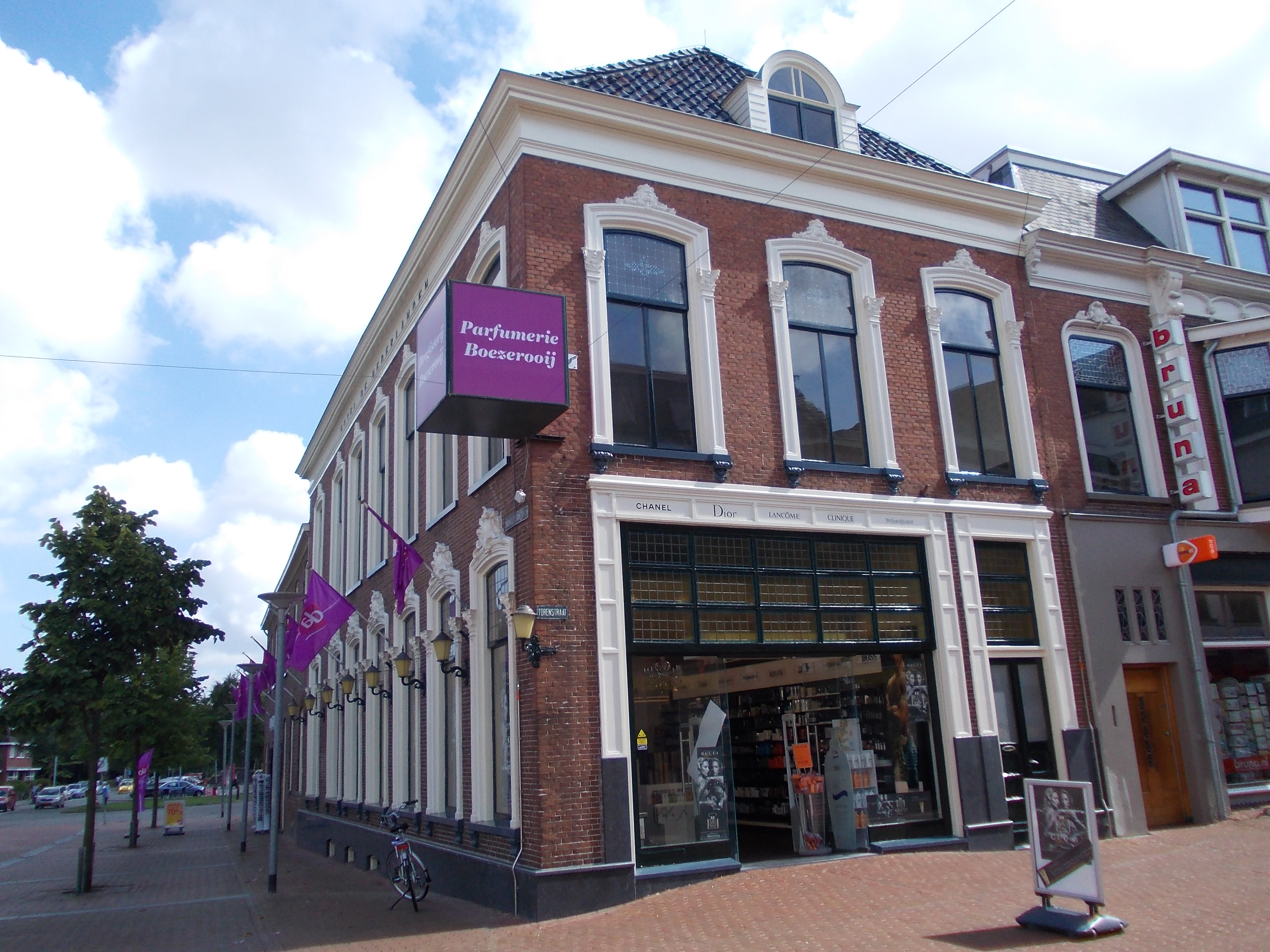
Het voormalige Hotel de Nederlanden aan het begin van de straat